# راینو (کمیک)
راینو (به انگلیسی: Rhino) یا کرگدن یک شخصیت خیالی ابرشرور در کتاب‌های کامیک منتشر شده توسط مارول کامیکس است. این شخصیت به وسیلهٔ استن لی و جان رومیتا خلق شده‌است و اولین بار در مرد عنکبوتی شگفت‌انگیز شماره‌ٔ ۴۱ (اکتبر ۱۹۶۶) معرفی شد.
پل جیاماتی در نقش این شخصیت در فیلم مرد عنکبوتی شگفت انگیز ۲ (۲۰۱۴) حضور پیدا کرد.

## تاریخچه
آلکسی سیستوویچ خلافکاری تنومند، خرده پا و کند ذهن بود. از جاسوسان روسی لباس ویژه ای دریافت کرد از جنس نوعی پلیمر که مثل پوست بدنش به او چسبیده بود و توان جسمی اش را تا حد یک کرگدن افزایش می داد. این لباس کل بدنش را به جز صورتش می پوشاند و دو شاخ هم داشت که می توانست ورقه های فولادی را به ضخامت دو اینچ، سوراخ کند.
او ماموریت داشت تا جان جیمسون(فرزند جیمز جونا جیمسون) را بدزدد زیرا او فضانورد بود و در یکی از ماموریت های فضایی خود در معرض یک سری هاگ های باکتری قرار گرفته بود و جاسوس های روسی می خواستند به آن هاگ ها دسترسی پیدا کنند. اما مرد عنکبوتی مانع این کار شد و از آن به بعد راینو یکی از دشمن های این شخصیت شد.